# 二田一比古
二田 一比古（ふただ かずひこ、1949年10月24日～）は、日本の芸能レポーター、芸能評論家、作家。

## 経歴
福岡県出身。青山学院大学法学部卒業。卒業後、就職浪人中に男性週刊誌でアルバイトの後、女性誌『微笑』（祥伝社、廃刊）の専属記者として、主に芸能記事を担当する。その後、写真誌『Emma』（文藝春秋、廃刊）の専属スタッフになる。
その後は完全フリー。芸能取材のモットーは「現場と確認」。

## テレビ出演

### 現在の出演番組
- おはようコールABC（ABC）金曜コメンテーター
- 今日感テレビ（RKB毎日放送）準レギュラー
- ひるおび!（TBS）

### 過去の出演番組
- ザ・ワイド（日本テレビ）準レギュラー
- ムーブ!（朝日放送）木曜レギュラー
- ウラネタ芸能ワイド 週刊えみぃSHOW（読売テレビ）準レギュラー

## 著作
- 『昭和芸能事件史 ワイドショーや女性誌、週刊誌が沸騰した時代芸能界には多くのドラマがあった』サイゾー, 2022.5

共著
- 瓜生武監修　小林資子共著『子どもの不始末親の後始末 : もしもうちの子が…。そのとき親は何をすればいいのか?』2001年7月　河出書房新社　ISBN 4309242502

雑誌記事
- 「孤独死・飯島愛　彼女を追い詰めた「裏切り」とは」（『文藝春秋』編集部／編『未解決事件30　私は真犯人を知っている』（文春文庫；編2-44）所収）2011年3月　文藝春秋　ISBN 4167801272
- 新聞、雑誌等に記事多数